# Rania Boutiebi
Rania Boutiebi (en arabe : رانيا بوطيبي), née le 4 mars 2004 à Gand en Belgique, est une footballeuse internationale marocaine jouant au poste d'ailière au Club Bruges.

## Carrière en club
Rania Boutiebi évolue d'abord à La Gantoise où elle se forme puis au Club Bruges depuis 2022.

### Avec le Club Bruges (2022-)
Rania Boutiebi change de club durant l'été 2022 pour s'engager avec le Club Bruges.
Elle dispute son premier match avec les Brugeoises, le 13 août 2022 contre Zulte Waregem en match de la 1re journée de Super League.
Le 16 septembre, elle marque son premier but sur le terrain de son ancien club, la Gantoise.
Elle s'illustre le 1er novembre en huitième de finale de la Coupe de Belgique en inscrivant un des buts de la victoire face au KV Malines.
Rania Boutiebi dispute son 50e match avec le Club Bruges le 2 mars 2024 contre le KRC Genk dans le cadre de la 14e journée de championnat qui se solde par un score de parité (2-2).
Le 16 mars 2024 face à son ancien club de La Gantoise, elle marque durant les prolongations l'unique but du match qui qualifie son équipe pour la finale de la Coupe de Belgique. Vient alors le jour de la finale, le 1er mai 2024 face à Oud-Heverlee Louvain durant laquelle les deux équipes vont aux prolongations et n'arrivent pas à se départager (1-1). Les deux formations disputent alors une séance de tirs au but qui voit Bruges l'emporter (4 buts à 2). Rania Boutiebi inscrit le tir au but victorieux. Il s'agit du premier titre de Coupe nationale remporté par le club brugeois,. 
Quelques jours plus tard, le 4 mai 2024 elle contribue à la victoire de son équipe avec un but contre KAA Gand Ladies dans le cadre de la 7e journée des play-offs. Elle s'illustre lors de la dernière journée le 25 mai 2024 en étant buteuse malheureuse sur pénalty puisque son équipe s'incline sur le score de 5 buts à 1. Les Brugeoises se classent donc à la 4e place du championnat. 
Ainsi, Rania Boutiebi aura pris part à l'issue de cet exercice 2023-2024 à 25 rencontres de championnat (24 titularisations) et 6 buts marqués pour 5 passes décisives. 

#### Troisième saison à Bruges
Rania Boutiebi poursuit l'aventure avec Club Bruges et inscrit son premier but de la saison le 14 septembre 2024 sur le terrain de Zulte (victoire, 0-4). Elle retrouve le chemin des filets le 14 décembre 2024 en inscrivant un doublé contre le KVC Westerlo (victoire, 7-0).
Le 15 mars 2025 contre le KVC Westerlo, elle dispute son 100e match en Super League.
Rania Boutiebi et son club disputent les play-offs et terminent à la 4e place du Super League. Elle prend part cette saison à 25 rencontres de championnat en étant titularisée à chaque fois. L'internationale marocaine inscrit au total 5 buts pour 6 passes décisives.

## Carrière internationale

### Avec la Belgique en équipe de jeunes
Avant d'opter définitivement pour le Maroc, Rania Boutiebi représente la Belgique au niveau international en catégorie de jeunes.
Elle connaît une première sélection en équipe de Belgique moins de 15 ans, le 5 décembre 2018 en entrant en jeu contre l'Allemagne en match amical.
En février 2020, elle dispute un match contre les Pays-Bas avec les moins de 16 ans.
Toujours avec les Flames, Boutiebi connaît plusieurs sélections en moins de 19 ans (18 caps) et participe entre autres aux qualifications du championnat d'Europe des moins 19 ans 2023 (La Belgique participe aux qualifications bien qu'elle soit le pays hôte de la phase finale en juillet 2023).
Le 15 septembre 2021, elle inscrit l'unique but du match face à la Russie.
Quelques jours après, le 21 septembre, elle inscrit le seul but de son camp contre l'Allemagne.
Elle inscrit un des buts de la victoire en amical contre l'Italie le 21 février 2022 à Florence.

### Équipe du Maroc
Le 16 février 2024, Rania Boutiebi qui évolue toujours à Bruges, reçoit de la part de Jorge Vilda un premier appel de la sélection marocaine dans le cadre de la double confrontation face la Tunisie dans le cadre du 3e tour des qualifications pour les Jeux olympiques 2024. Et c'est à l'occasion de cette confrontation qu'elle fait sa première apparition sous le maillot marocain en entrant en jeu à la place de Fatima Tagnaout au match aller le 23 février 2024 à Soliman.
Les Marocaines sont donc opposées aux Zambiennes lors du 4e et dernier tour des qualifications. Si elle est parvenue à s'imposer en Zambie lors du match aller le 5 avril 2024 sur le score de 2 buts à 1, la sélection marocaine ne parvient pas à se qualifier pour la phase finale des Jeux à la suite de sa défaite 2 à 0 au match retour à Rabat le 9 avril 2024 après prolongations. Bien qu'elle soit inscrite sur la feuille de match des deux rencontres, elle ne fait pas d'apparitions,.

#### Coupe d'Afrique 2024: Échec en finale
Rania Boutiebi est convoquée pour disputer deux matchs amicaux contre la Tanzanie et le Sénégal respectivement les 25 et 29 octobre 2024 au Stade Père-Jégo. Les Marocaines remportent les deux rencontres avec un score de 4-1 face aux Tanzaniennes et une large victoire face aux Sénégalaises, 7-0. Elle entre en jeu dans chacune des deux rencontres, marque et délivre une passe décisive face au Sénégal,. 
Toujours dans le cadre des préparations à la CAN, elle est convoquée par Jorge Vilda pour disputer deux matchs amicaux internationaux, face au Ghana et Haïti respectivement les 21 et 25 février 2025 à Casablanca. Les Marocaines s'imposent face aux Ghanéennes (1-0) et font match nul contre les Haïtiennes (1-1). Absente face à Haïti pour des raisons de santé, Rania Boutiebi dispute le match face au Ghana et effectue par la même occasion sa première titularisation en équipe A
,. Elle est convoquée pour le stage suivant afin de disputer deux matchs amicaux contre la Tunisie et le Cameroun les 4 et 8 avril 2025 au Stade Père-Jégo. Les Marocaines s'imposent face aux Tunisiennes avec un score de 3 buts à 1. Cependant, elles s'inclinent face aux Camerounaises (0-1). Elle débute titulaire face à la Tunisie mais n'entre pas en jeu contre le Cameroun,.
Après une série de stages et matchs amicaux, la FRMF annonce le 24 juin 2025 la liste finale pour la CAN 2024. Rania Boutiebi fait partie des joueuses retenues par Jorge Vilda. Le Maroc qui atteint la finale pour la deuxième fois consécutive, ne parvient pas à remporter le titre s'inclinant face au Nigeria (3-2). Bien que dans le groupe, Rania Boutiebi n'a pas de temps de jeu durant ce tournoi.

## Statistiques

### En club
| Saison                | Club                  | Championnat           | Championnat | Championnat | Coupe(s) nationale(s) | Coupe(s) nationale(s) | Total | Total |
| Saison                | Club                  | Division              | M.          | B.          | M.                    | B.                    | M.    | B.    |
| 2020-2021             | La Gantoise           | Super League          | 9           | 0           | -                     | -                     | 9     | 0     |
| 2021-2022             | La Gantoise           | Super League          | 19          | 2           | -                     | -                     | 19    | 2     |
| Sous-total            | Sous-total            | Sous-total            | 28          | 2           | -                     | -                     | 28    | 2     |
| 2022-2023             | Club Bruges           | Super League          | 29          | 3           | 4                     | 1                     | 33    | 4     |
| 2023-2024             | Club Bruges           | Super League          | 25          | 6           | 5                     | 2                     | 30    | 8     |
| 2024-2025             | Club Bruges           | Super League          | 26          | 5           | 2                     | 0                     | 28    | 5     |
| Sous-total            | Sous-total            | Sous-total            | 80          | 14          | 11                    | 3                     | 91    | 17    |
| Total sur la carrière | Total sur la carrière | Total sur la carrière | 108         | 16          | 11                    | 3                     | 119   | 19    |

## Palmarès

### En club
Club Bruges (1 titre)
- Coupe de Belgique :
  -  Vainqueure : 2023-2024

### En sélection
Équipe du Maroc
- Coupe d'Afrique des nations
  -  Finaliste : 2024